# Kantongerecht Tilburg

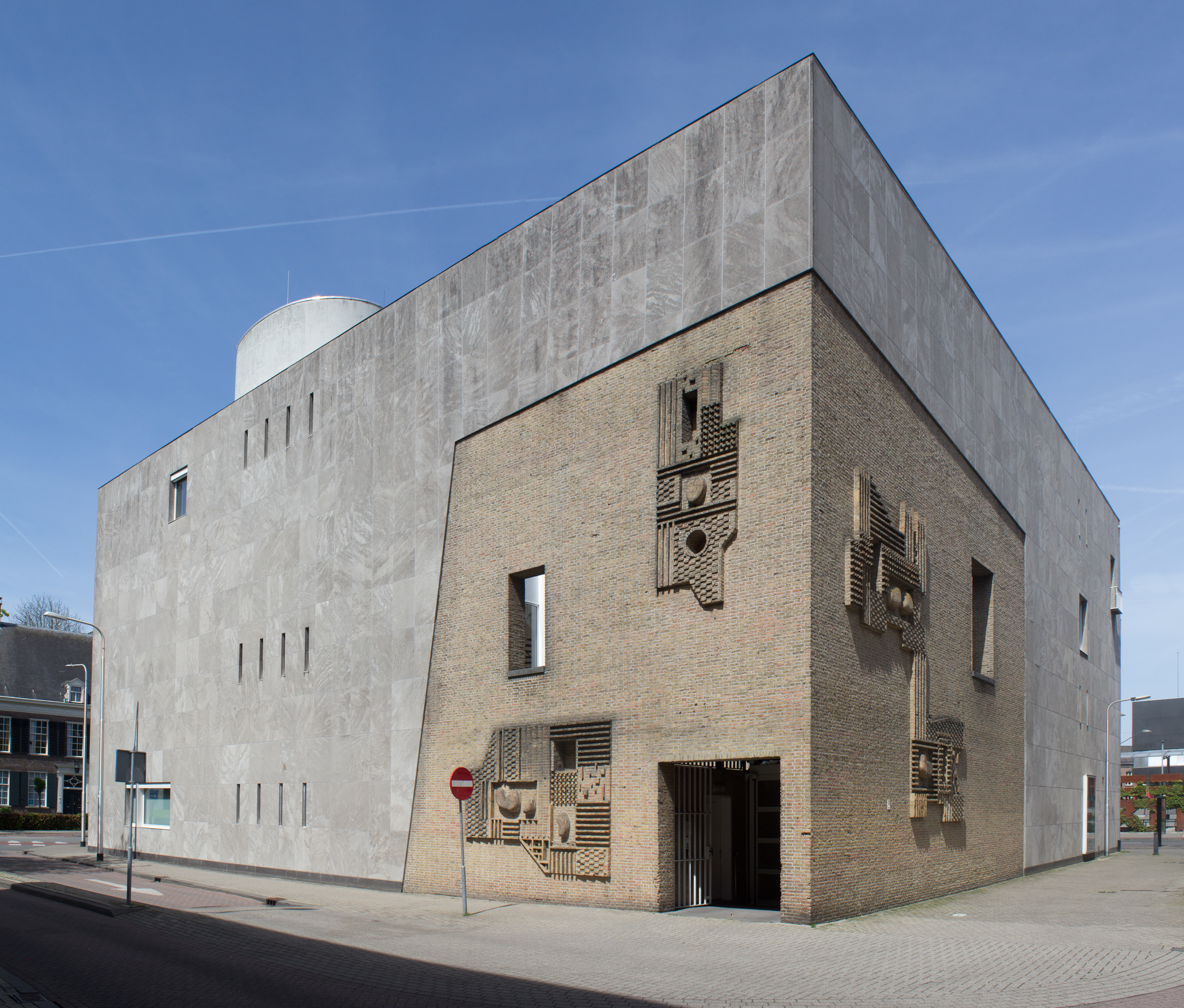
Het Kantongerecht aan het Stadhuisplein 75, naar ontwerp van Jos. Bedaux. In gebruik van 1966 tot 2020.

Het Kantongerecht Tilburg was van 1838 tot 2002 een van de kantongerechten in Nederland. Bij de oprichting was Tilburg het vijfde kanton van het arrondissement 's-Hertogenbosch. In 1877 ging Tilburg over naar het arrondissement Breda. Het gerecht kreeg in 1897 een eigen gebouw aan de Paleisstraat, ontworpen door W.C. Metzelaar. In 1966 verhuisde het gerecht naar het Stadhuisplein omdat het oude gebouw gesloopt werd om plaats te maken voor een wegverbreding. 
Na het afschaffen van het kantongerecht bleef Tilburg zittingsplaats van de sector kanton van de rechtbank Breda. De Kantonrechtbank Tilburg heeft zijn deuren gesloten per 1 januari 2020. Het gerechtsgebouw werd kort daarna ter koop aangeboden door het Rijksvastgoedbedrijf. Vanaf die datum zal zij zo spoedig mogelijk gaan zetelen in het voormalig gebouw van Tempo Team.
Vanaf 2013 is Tilburg zittingsplaats van de rechtbank Zeeland-West-Brabant.